# Cyclocarbone
Cyclocarbone sind eine der allotropen Formen des Kohlenstoffs, bei denen Kohlenstoffatome einen Ring bilden. Diese sind darin (je nach Sichtweise) abwechselnd durch Dreifach- und Einfachbindungen oder durch eine ununterbrochene Abfolge von Doppelbindungen verbunden.

Strukturformel von Cyclo[18]carbon

## Geschichte
Die erste bekannte Veröffentlichung, die sich mit Kohlenstoffverbindungen befasst, die sich als Cyclocarbon auffassen lassen, wurde von Kenneth Sanborn Pitzer und Enrico Clementi im Jahr 1959 veröffentlicht. 1989 gelang Forschern um François Diederich die Synthese von Cyclo[18]carbon in der Gasphase als erstem Vertreter dieser Stoffklasse. 2019 veröffentlichte Harry Anderson von der University of Oxford eine Synthese der Verbindung in fester Form bei extrem niedrigen Temperaturen und unter Stabilisierung auf einer kristallinen Oberfläche. 2023 wurde dann die Synthese von C6 und mit C13 dem erste Cyclocarbon mit einer ungeraden Anzahl von Atomen publiziert.

## Eigenschaften
Cyclocarbone haben eine hohe Aromatizität und enthalten zwei π-Systeme aus Bindungselektronen, die außerhalb der Ringebene liegen, wobei eines in der Ebene des Moleküls und eines senkrecht dazu liegt.